# Pedro Bettencourt
Pour les articles homonymes, voir Bettencourt.
Pas d'image ? Cliquez ici

a Compétitions nationales et continentales officielles uniquement.

b Matchs officiels uniquement.
Dernière mise à jour le 26 juin 2024.
Pedro Bettencourt, né le 18 novembre 1994 à Porto (Portugal), est un joueur international portugais de rugby à XV polyvalent qui joue aux postes de centre d'ailier et d'arrière.

## Biographie

### Jeunesse et formation
Pedro Bettencourt naît le 18 novembre 1994 à Porto au Portugal.
À partir de septembre 2012, il se fait remarquer en étant un joueur régulier de l'équipe du Portugal de rugby à sept, dès ses dix-sept ans, et participe aux World Series,,. En club, il évolue avec le CDUP dans le Championnat du Portugal.
En novembre 2013, quelques jours avant ses dix-neuf ans, il fait ses débuts internationaux avec l'équipe du Portugal de rugby à XV contre les Fidji. Il prend aussi part au Challenge européen avec les Lusitanos XV en 2013-2014,. En vertu de ces performances, il est élu Révélation de l'année 2013 par la fédération portugaise de rugby à XV,.
À la suite de ses prestations, il intègre durant l'été 2014, le centre de formation du club français de l'ASM Clermont Auvergne pour un contrat de trois ans,, grâce au soutien de Julien Bardy qui est international portugais au sein de l'équipe professionnelle,.

### Carrière professionnelle
Pendant l'été 2016, il signe son premier contrat professionnel avec l'US Carcassonne, évoluant en Pro D2, jusqu'en 2018.
Joueur titulaire, il est remarqué par les Newcastle Falcons, qui évoluent en Premiership. Il signe en Angleterre et y découvre donc la Premiership, mais aussi la Coupe d'Europe.
En manque de temps de jeu chez les Falcons, il est libéré et rentre en France, rejoignant Oyonnax Rugby à partir de la saison 2019-2020. Il signe un contrat de deux ans en faveur du club de Pro D2.
En avril 2021, il signe une prolongation de contrat le liant jusqu'en 2022 avec son club.
Au mois de mars 2022, il prolonge son contrat avec Oyonnax Rugby jusqu'en 2024.
En mars 2023, Bettencourt et le Portugal se qualifient en finale du championnat d'Europe mais sont défaits 38 à 11 par la Géorgie. En fin de saison, son club remporte la Pro D2 et est promu en Top 14.
Début juin, il fait partie d'une liste de trente-huit joueurs présélectionnés pour préparer la Coupe du monde 2023. En août suivant, il est finalement présent dans le groupe des trente-trois joueurs convoqués pour la compétition planétaire. Il est titulaire lors de trois matchs des Portugais dans la poule C. Il participe notamment au premier match où le Portugal ne perd pas en Coupe du monde lors de leur match nul 18-18 contre la Géorgie. Pour le dernier match de poules, il participe à l'exploit des Lobos qui remportent leur premier match dans la compétition en battant les Fidji, huitième nation mondiale, 24-23 en fin de match. Toutefois, le Portugal termine à la quatrième place de la poule et est éliminé de la compétition.
De retour de la Coupe du monde, fin octobre, il fait ses débuts en Top 14 avec son club contre le RC Toulon. En mars suivant, il dispute la finale du championnat d'Europe avec son pays en tant que titulaire mais ils sont une nouvelle fois défaits par la Géorgie sur le score de 36 à 10,. Fin juin 2024, il annonce mettre un terme à sa carrière à seulement vingt-neuf ans à cause de plusieurs commotions cérébrales subies.

## Statistiques internationales
| Année | Compétition                             | Matchs | Points | Essais | Transf. | Drops | Pénal. |
| ----- | --------------------------------------- | ------ | ------ | ------ | ------- | ----- | ------ |
| 2013  | Test matchs                             | 3      | 5      | 1      | -       | -     | -      |
| 2014  | ENC 1A 2012-2014                        | 5      | 40     | -      | 2       | -     | 12     |
| 2014  | Test matchs                             | 1      | 10     | 2      | -       | -     | -      |
| 2015  | ENC 1A 2014-2016                        | 3      | 26     | -      | 1       | -     | 8      |
| 2015  | Coupe des Nations (en)                  | 3      | -      | -      | -       | -     | -      |
| 2016  | ENC 1A 2014-2016                        | 3      | -      | -      | -       | -     | -      |
| 2016  | Test matchs                             | 1      | 6      | -      | 3       | -     | -      |
| 2017  | REC 2017 (barrage promotion/relégation) | 1      | 13     | 1      | 1       | -     | 2      |
| 2021  | REC                                     | 2      | -      | -      | -       | -     | -      |
| 2021  | Test matchs                             | 1      | -      | -      | -       | -     | -      |
| 2022  | REC                                     | 3      | 15     | 3      | -       | -     | -      |
| 2023  | REC                                     | 4      | 5      | 1      | -       | -     | -      |
| 2023  | Test matchs                             | 1      | -      | -      | -       | -     | -      |
| 2023  | Coupe du monde                          | 3      | 5      | 1      | -       | -     | -      |
| 2024  | REC                                     | 2      | -      | -      | -       | -     | -      |
| Total | Total                                   | 36     | 125    | 9      | 7       | -     | 22     |

| Essai | Adversaire | Lieu                                       | Compétition                             | Date             | Résultat | Score |
| ----- | ---------- | ------------------------------------------ | --------------------------------------- | ---------------- | -------- | ----- |
| 1     | Canada     | Stade universitaire de Lisbonne, Lisbonne  | Test match                              | 23 novembre 2013 | Défaite  | 8-52  |
| 2 & 3 | Namibie    | Stade universitaire de Lisbonne, Lisbonne  | Test match                              | 22 novembre 2014 | Victoire | 29-20 |
| 4     | Belgique   | Stade Roi Baudouin, Bruxelles              | REC 2017 (barrage promotion/relégation) | 20 mai 2017      | Défaite  | 29-18 |
| 5 & 6 | Pays-Bas   | Centro de Alto Rendimento do Jamor, Oeiras | REC                                     | 26 février 2022  | Victoire | 59-3  |
| 7     | Espagne    | Stade national complutense, Madrid         | REC                                     | 13 mars 2022     | Défaite  | 33-28 |
| 8     | Roumanie   | Stade du Restelo, Lisbonne                 | REC                                     | 19 février 2023  | Victoire | 38-20 |
| 9     | Australie  | Stade Geoffroy-Guichard, Saint-Étienne     | Coupe du monde                          | 1er octobre 2023 | Défaite  | 34-14 |

## Palmarès

### En club
- Vainqueur du Championnat de France de 2e division en 2023 avec Oyonnax Rugby.

### En équipe nationale
- Finaliste du Championnat d'Europe en 2023 et 2024 avec l'équipe du Portugal.

### Distinctions personnelles
- Élu Révélation de l'année 2013 par la fédération portugaise de rugby à XV.